# 三森駅
三森駅（みもりえき）は、かつて福島県西白河郡金山村（現・白河市）にあった白棚鉄道・鉄道省白棚線の駅（休止駅）である。

## 概説
本駅は、白棚鉄道の三森駅として1929年（昭和4年）に開業したのが始まりである。その後、1938年（昭和13年）の鉄道省借り上げに伴い駅に昇格、1941年（昭和16年）の鉄道省の買収の際に省営鉄道の駅となったが、戦局の悪化に伴い、白棚線が不要不急線として休止されたため、鉄道駅としての営業も休止となった。
第二次世界大戦が終結した後も、鉄道駅としての営業が再開されることはなかったが、白棚線が線路跡をバス専用道とした日本国有鉄道自動車局（国鉄バス）の自動車路線である白棚高速線として営業が開始されることになり、1957年（昭和32年）4月26日よりバス専用道上に三森停車場として営業を開始した。

## 歴史
- 1929年（昭和4年）4月1日：白棚鉄道三森停留場として開業[1]。
- 1938年（昭和13年）10月1日：鉄道省の借り入れに伴い、鉄道駅に昇格、三森駅となる[1]。
- 1941年（昭和16年）5月1日：鉄道省が白棚線を買収、省営鉄道白棚線の三森駅となる。
- 1944年（昭和19年）12月11日：白棚線の休止に伴い、鉄道駅としての営業を休止[1]。
- 1957年（昭和32年）4月26日：国鉄バス白棚高速線の三森停車場として営業を開始。

## 廃線後の状況
線路跡は現在国道289号に転用されており、かつての三森駅と同一地点にJRバス白棚線のバス停が設置されている。

## 隣の駅
運輸通信省
白棚線
梁森駅 - 三森駅 - 金沢内駅